# Nembrothinae
Nembrothinae Burn, 1967 è una sottofamiglia di molluschi nudibranchi della famiglia Polyceridae.

## Tassonomia
La sottofamiglia comprende i seguenti generi:
- Martadoris Willan & Chang, 2017
- Nembrotha Bergh, 1877
- Roboastra Bergh, 1877
- Tambja Burn, 1962
- Tyrannodoris Willan & Y.-W. Chang, 2017